# リンク (ゲームキャラクター)
リンク（Link）は、任天堂のコンピュータゲーム『ゼルダの伝説』シリーズに主人公として登場する架空の人物で、同社の登録商標（第5703549号ほか）。

## 概要
『ゼルダの伝説』シリーズの主人公である人物。物語の舞台となる世界の危機を救うため冒険を繰り広げる。ハイラル王国の秘宝「トライフォース」の一片「勇気のトライフォース」を宿す運命にある。一般的には「リンク」と呼ばれているが、多くの作品ではゲーム開始時に任意で命名できる。なお、シリーズを通して容姿が類似しているが、一部を除き全くの別人である（詳しくは後述の「人物別のリンク」の項を参照）。
作中で自ら台詞を話すことはなく（『時のオカリナ』以降の作品では、掛け声などの短い声は発する）、基本的に、際立った性格は設定されていない。『風のタクト』では表情豊かでコミカルな仕草を見せる。『トワイライトプリンセス』では、戦闘中に剣を回して敵を挑発するなど少々やんちゃな性格付けがなされた。『ゼルダ無双』では、自分の力を過信して一人で敵陣に突っ込むという場面がある。
親族が作中に登場することは少なく、『風のタクト』など、一部の作品にとどまる。
タイトルにもなっている女性「ゼルダ」との関係は、危機に瀕したハイラル王国の姫とそれを救う勇者といった象徴的なものであることが多い。『ふしぎのぼうし』、『4つの剣+』、『スカイウォードソード』では、ゼルダが幼馴染という設定である。

## 名前
『神々のトライフォース』と『夢をみる島』の2作ではパッケージや取扱説明書で「主人公」、「あなた」と表記されていた（リメイク版やバーチャルコンソールでも同様）が、テレビCMでは「リンク」と紹介していた。
『風のタクト』などにおける猫のような目をしたアニメ絵のリンクは、特に「トゥーンリンク」または「ネコ目リンク（猫目リンク）」と呼ばれる。
『トライフォース3銃士』では正式な名前は決まっておらず、公式ホームページでは「勇者候補」と表記されている（説明書には「リンク」と記載されている）。
タイトルが『ゼルダの伝説』であるため主人公の名前が「ゼルダ」だと間違えられることがある。
2017年に行われたGame Informerによる取材の中で、リンクのフルネームを訊かれたシリーズ生みの親の宮本茂は「リンク・リンク」と答えている。

## 外見
『ブレス オブ ザ ワイルド』以前のシリーズ作品では、各作品ごとに容姿や服装のデザインは多少異なるものの、「緑色の服」「三角帽子」「先の尖った長い耳」という特徴はほぼ共通している。
緑色の服は、『トワイライトプリンセス』などのように「伝説の勇者の服」（あるいはそれを模したもの）という扱いが一般的だが、その他、コキリ族の標準の服（『時のオカリナ』）、リンクが通う学校の制服（『スカイウォードソード』）など、作品によって設定は様々である。中期の作品まではリンクが最初から緑色の服を着ているが、『風のタクト』以降の作品では、物語の冒頭で別の服を着ている状況が度々見られる。『ブレス オブ ザ ワイルド』では、それまでとは違い青色の服である「英傑の服」標準になっているが、これは、既存シリーズの定番の改定を目的とする「アタリマエを見直す」というコンセプトの一環として開発初期の段階で設定された。
『時のオカリナ』以降、リンクの姿が青年の作品と少年の作品に分かれるようになった。『時のオカリナ』では、開発当初は青年のリンクのみだったが、生みの親である宮本茂の強い要望により少年のリンクも起用された。2つの世代を扱うようになったことで様々なアイデアが湧き、世界観やキャラクターが形作られていった。
アニメ絵で描かれた『風のタクト』などのリンク（通称「トゥーンリンク」）のデザインについて、アニメ映画『わんぱく王子の大蛇退治』（1963年、原画監督：森康二）など1960-70年代の東映動画（現・東映アニメーション）作品の影響がしばしば指摘される。この『わんぱく王子』の制作に携わった小田部羊一が後に任天堂へ入社しゼルダシリーズのイラストの一部を手掛けているため『風のタクト』にも関わったのではと推察されることもあるが、実際は全く関与していない。『風のタクト』が発売される2002年末頃、親交のあるアニメーターの大塚康生がこのことを小田部に訊いたところ「（デザインしたのは）僕じゃなくて、若いゲーム・デザイナーが昔の東映のファンで、勝手に影響を受けたらしい」と語ったといい、2018年に行われた小田部のトークイベントでは、当時の若いスタッフが『わんぱく王子』の胴長短足のキャラクターにプロポーションの面白さを見つけ偶然似てしまった、との旨を小田部が話している。また、『風のタクト』でディレクターを務めた青沼英二は、2013年の同作品のリメイク時のインタビューで「当時のリードデザイナーが東映アニメーションが好きで、その頃のアニメーションの雰囲気を再現すべく全体を設計していった」と語っている。

## 利き腕
多くのシリーズ作品でリンクは左利きの設定になっている。その理由については諸説あるが、正式な理由は不明。
初期の作品内では、リンクが右を向いたときのみ剣を右手に持つ。
ニンテンドー ゲームキューブ（以下GC）とWiiの2機種で同時発売された『トワイライトプリンセス』では、Wii版のみ、ゲーム内のリンクが右利きになっている。これは開発途中での仕様変更に起因している。『トワイライトプリンセス』は、開発当初はGC向けのみの発売を想定していたが、開発期間が伸びる中で新ハードのWiiの発売を迎えたため、結果的に両機種で発売されることになった。GC版のリンクは左利きであり、Wii版も当初は同様であったが、ゲーム見本市「E3」に出展した際に多くの体験者が右手でWiiリモコンを振っていたことを踏まえ、Wii版ではリンクを右利きとした。ソフト発売前に行われたイベントの質疑応答で、宮本茂は、「リンクは本当は左利きなんですけど、プレイヤーがやっている感じをより感じてもらおうというので、右にしました」と回答している。なお、公式イラストではリンクが左手に剣を持っている。また、リメイク版の『トワイライトプリンセス HD』はGC版を基にしているため、リンクは左利きである（高難度の「辛口モード」では左右反転の世界となるため、Wii版と同じ右利きとなる）。
Wii版の『トワイライトプリンセス』同様にWiiリモコンを振ることで剣などを操作する『スカイウォードソード』でも、リンクの利き手が右手になった。
『ブレス オブ ザ ワイルド』では、ハードやゲームシステムによる制約は特に無いが右利きの設定となっている。これは前述の「アタリマエを見直す」という方針の一環である。プロデューサーの青沼英二はインタビューで「「なぜ『ゼルダ』はこうじゃなきゃいけないのか」という問いかけに、ハッキリした答えが見つからないのであれば、そこはどんどん変えてもいいと思っている」と語っている。

## 人物別のリンク
※本項では同名異人であるリンクを人物別に区別するため、「時のオカリナのリンク」のようにそれぞれの初登場作品をつけた仮の名前で解説する。順番は初登場作品の発売日順とする。また、リンクの年齢は明確に決められていない作品が多いため、一部の作品の年齢は開発者のインタビューの発言から引用している。括弧内の名は作中などからの俗称。
初代ゼルダの伝説のリンク(始まりの勇者)
- 登場作品：『ゼルダの伝説』(1986, FCD、1994, FC)、『リンクの冒険』(1987, FCD)
- 年齢：『ゼルダの伝説』では12歳または13歳、『リンクの冒険』では16歳。
- 楽器：笛（ゼルダの伝説、リンクの冒険）

ハイラル王国で旅を続けていた少年。『ゼルダの伝説』では、魔物に襲われていた王国のゼルダ姫の乳母インパを助けたことをきっかけに、魔王ガノンにさらわれたゼルダ姫を救出する冒険へと向かう。3年後の世界が舞台の『リンクの冒険』では、大昔のゼルダ姫（初代ゼルダ姫）を目覚めさせるための試練に身を投じ、勇気のトライフォースを獲得する。
神々のトライフォースの主人公(夢見の勇者)
- 登場作品：『ゼルダの伝説 神々のトライフォース』(1991, SFC、2003, GBA)、『ゼルダの伝説 夢をみる島』(1993, GB、1998, GB・GBC共通、2019, Switch)
- 声：瀧本富士子（GBA版神々のトライフォース）、斎賀みつき（Switch版夢をみる島）
- 楽器：オカリナ（神々のトライフォース、夢をみる島）

この主人公にはデフォルト名が存在しない（ただし、夢をみる島のSwitchリメイク版ではデフォルト名「リンク」）。ガノンを封印する時に賢者たちを守るために自ら犠牲となったナイトの一族の末裔。『神々のトライフォース』ではテレパシーで助けを求めるゼルダ姫の声を聞き、ハイラルを救う冒険に出ることとなる。『夢をみる島』では剣の修行のためにハイラルを離れていたが、その帰路の航海中に大嵐に遭遇し「コホリント島」に漂着、島を出る手段を探すため冒険を進める。
時のオカリナのリンク（時の勇者）
- 登場作品：『ゼルダの伝説 時のオカリナ』(1998, N64、2011, 3DS)、『ゼルダの伝説 ムジュラの仮面』(2000, N64、2015, 3DS)、『ニンテンドウオールスター!大乱闘スマッシュブラザーズ』(1999, N64)『大乱闘スマッシュブラザーズDX』(2001, GC)、『ソウルキャリバーII』(GC版のみ/2002, GC)、『ゼルダ無双』『ゼルダ無双 ハイラルオールスターズ』『ゼルダ無双 ハイラルオールスターズ DX』(子供リンクとして/2014, Wii U、2016, 3DS、2018, Switch)
- 年齢：『時のオカリナ』の子供リンク時の年齢は7-8歳または9歳または12歳。大人リンク時の年齢は16歳。
- 声：瀧本富士子（少年）、檜山修之（青年）
- 楽器：妖精のオカリナ→時のオカリナ
- ナビゲーター：ナビィ（時のオカリナ）、チャット（ムジュラの仮面）、プロクシィ（ゼルダ無双、ゼルダ無双 ハイラルオールスターズ）

3Dで表現された初のリンク。コキリの森で暮らす少年。森の長であるデクの樹の死をきっかけに森から旅立つ。冒険の中で「時の神殿」を訪れ安置されていたマスターソードを台座から引き抜くが、その際に7年間魂を封印され、青年の姿になる。その後、ハイラル支配を目論む大魔王ガノンドロフの野望を阻止、戦いを終え、ゼルダ姫の力により元の7年前の時代へと帰る。帰還後は人知れず旅に出るが、『ムジュラの仮面』ではその途中に「タルミナ」と呼ばれる世界に迷い込む。3日後に滅びる運命にあるというその世界を救うため冒険を続ける。
『トワイライトプリンセス』のリンクに奥義を教える骸骨の戦士（古の勇者）の正体は、『ムジュラの仮面』のリンクとされている。
『大乱闘スマッシュブラザーズ』、同『DX』にファイターとして登場、『ソウルキャリバーII』ではゲスト登場した。『大乱闘スマッシュブラザーズDX』に登場するリンクは歴代リンクの総合的な解釈となっており、隠しキャラクターとして子供リンクが登場する。『ゼルダ無双』では『時のオカリナ』の大人リンクのコスチュームデザインに変更できる。2015年1月29日配信の有料追加DLC「ムジュラの仮面パック」を購入することで、子供リンク（『ムジュラの仮面』基準）をプレイヤーキャラクターとして使用可能となった（『ゼルダ無双 ハイラルオールスターズ』『ゼルダ無双 ハイラルオールスターズ DX』ではゲームを進めることで登場する）。
ふしぎの木の実のリンク
- 登場作品：『ゼルダの伝説 ふしぎの木の実』(2001, GBC)
- 楽器：笛（ふしぎの木の実 大地の章 / 時空の章）、時の竪琴（ふしぎの木の実 時空の章）

ハイラル王国を旅していた少年。トライフォースの試練により2つの大地「ホロドラム」と「ラブレンヌ」に転移し、魔導士ツインローバが企むガノン復活の野望を阻止するため冒険する。
『ふしぎの木の実』発売当時に発行されたゲーム雑誌『64DREAM』（毎日コミュニケーションズ）や2011年発売の設定資料集『ハイラル・ヒストリア ゼルダの伝説大全』（小学館）では、『ふしぎの木の実』のリンクが『神々のトライフォース』の主人公と同一人物であるとされていたが、2017年発売の設定資料集『ゼルダの伝説 ハイラル百科』（徳間書店）ではこの設定が改められ、別人の扱いとなった。
風のタクトのリンク（風の勇者）
- 登場作品：『ゼルダの伝説 風のタクト』(2002, GC、2013, Wii U)、『ゼルダの伝説 4つの剣+』(ナビトラッカーズ編/2004, GC)、『ゼルダの伝説 夢幻の砂時計』(2007, DS)、『大乱闘スマッシュブラザーズX』(トゥーンリンクとして/2008, Wii)『大乱闘スマッシュブラザーズ for Nintendo 3DS / Wii U』(トゥーンリンクとして/2014, 3DS・Wii U)『大乱闘スマッシュブラザーズ SPECIAL』(トゥーンリンクとして/2018, Switch)、『ゼルダ無双』『ゼルダ無双 ハイラルオールスターズ』『ゼルダ無双 ハイラルオールスターズ DX』(トゥーンリンクとして/2014,Wii U、2016, 3DS、2018, Switch)
- 年齢：『風のタクト』では12歳
- 声：松本さち
- 楽器：風のタクト
- ナビゲーター：テトラ、赤獅子の王（風のタクト）、シエラ、ラインバック（夢幻の砂時計）、アリル（ゼルダ無双、ゼルダ無双 ハイラルオールスターズ）

トゥーンレンダリング処理をされた、通称「トゥーンリンク」と呼ばれるデザインのリンク。プロロ島出身。明るく活発で優しい少年だが、少々とぼけた一面もある。妹アリルと祖母の3人で暮らしていたが、ある日アリルが怪鳥ジークロックによって攫われたため、島で出会った少女テトラが率いる海賊団と共に捜索の旅に出る。旅の中では囚われていたアリルを救出、その後も旅を続け、マスターソードと勇気のトライフォースに選ばれて「風の勇者」となる。冒険の終わりでは現世に復活した魔王ガノンドロフと対決し勝利。戦いの後、新天地を求めてテトラ一行と共に航海に出ることになる。
『夢幻の砂時計』ではその航海の途中で幽霊船にさらわれたテトラを救うために、妖精シエラ、船乗りラインバックと共に冒険する。
『4つの剣+』のゲームモードの一つ「ナビトラッカーズ」では、リンクが一人前の海賊になるためにテトラ達の試験を受ける。
『風のタクト』では、ガノンドロフに「時の勇者の生まれ変わり」と言われている。
『大乱闘スマッシュブラザーズ』シリーズや『ゼルダ無双』シリーズに登場する「トゥーンリンク」は、『風のタクト』のリンクのデザイン・声優を踏襲している。
4つの剣のリンク
- 登場作品：『ゼルダの伝説 神々のトライフォース&4つの剣』(4つの剣編/2003, GBA)
- 声：瀧本富士子

グフーによってさらわれたゼルダ姫を救うため、抜いた者の体が4つに分かれるという剣「フォーソード」を用いて冒険する。トゥーンリンクのデザインとなっている。
4つの剣+のリンク
- 登場作品：『ゼルダの伝説 4つの剣+』(ハイラルアドベンチャー編/2004, GC)
- 声：松本さち

さらわれたゼルダ姫と巫女たちを救い出し、封印が解かれて蘇った魔神グフーを倒すため、「フォーソード」で体を4つに分けて冒険する。トゥーンリンクのデザインとなっている。
ふしぎのぼうしのリンク
- 登場作品：『ゼルダの伝説 ふしぎのぼうし』(2004, GBA)
- 声：瀧本富士子
- 楽器：風のオカリナ
- ナビゲーター：エゼロ

ハイラル一の鍛冶屋スミスの孫で、ゼルダ姫とは幼馴染。グフーにより石化されてしまったゼルダ姫を救うため、しゃべる帽子エゼロと共に冒険する。トゥーンリンクのデザインとなっている。
トワイライトプリンセスのリンク（光の勇者、黄昏の勇者）
- 登場作品：『ゼルダの伝説 トワイライトプリンセス』(2006, Wii・GC、2016, Wii U)、『リンクのボウガントレーニング』(2007, Wii)、『大乱闘スマッシュブラザーズX』(2008, Wii)『大乱闘スマッシュブラザーズ for Nintendo 3DS / Wii U』(2014, 3DS・Wii U)
- 年齢：『トワイライトプリンセス』では16歳
- 声：笹沼晃
- ナビゲーター：ミドナ（トワイライトプリンセス）

ハイラル王国のトアル村で暮らす牧童の青年。王国への献上品を届けようと村を発とうとした時、突然現れた「影の世界」の魔物の襲撃を受け、さらに謎の領域に引き込まれて自身の体が狼の姿へと変わってしまう。その後もとの姿を取り戻した際、周辺地域を守護する光の精霊フィローネにより、自らが神に選ばれた勇者であることを知る。フィローネの言葉を受け、影の世界に侵略されたハイラルを救うべく冒険することになる。
このリンクは『時のオカリナ』『ムジュラの仮面』のリンクの子孫とされ、作中では「骸骨の剣士」に勇者の血を引く者と言われる。
本作のWii版のリンクはシリーズ初の右利きである。
『リンクのボウガントレーニング』でもプレイヤーキャラクターとして登場。『大乱闘スマッシュブラザーズX』『大乱闘スマッシュブラザーズ for Nintendo 3DS / Wii U』のリンクは歴代リンクを総合した能力を持っているが、デザインや声優は『トワイライトプリンセス』のリンクに準じている。『ゼルダ無双』では『トワイライトプリンセス』のリンクのコスチュームデザインに変更できる。
大地の汽笛のリンク（大地の勇者）
- 登場作品：『ゼルダの伝説 大地の汽笛』(2009, DS)
- 声：小平有希
- 楽器：大地の笛
- ナビゲーター：ゼルダ姫

ハイラル王国のモヨリ村で暮らしている見習い機関士の少年。王国のゼルダ姫から王国で起きている異変についての調査協力を頼まれ、ゼルダ姫を汽車に乗せ走行していると、目の前に王国の大臣キマロキが現れる。キマロキは突然ゼルダ姫に向けて魔力を放出し、ゼルダ姫の体と精神が分離、キマロキは魂の抜けた体を持ち去ってしまう。その後「神の塔」の賢者シャリンから譲り受けた「神の汽車」に乗り、霊体となったゼルダ姫と共に、王国の平和とゼルダ姫の体を取り戻す旅へと向かう。
本作のリンクはトゥーンリンクのデザインとなっている。
ニンテンドー3DS本体同梱の「ARカード」に描かれているリンクのイラストは、『大地の汽笛』のものである。
スカイウォードソードのリンク（空の勇者）
- 登場作品：『ゼルダの伝説 スカイウォードソード』(2011, Wii)、『マリオカート8』『マリオカート8 デラックス』(2014, Wii U、2017, Switch)
- 声：大原崇
- 年齢：17.5歳（『ハイラル・ヒストリア ゼルダの伝説大全』より）
- 楽器：女神のハープ
- ナビゲーター：ファイ（スカイウォードソード）

天空の島・スカイロフトで生まれ育った青年。地上に落ちて行方不明となった幼なじみのゼルダを捜すべく自身も地上に降り立ち、冒険に出る。
従来の作品と同様、台詞を話すことはないが、会話の中では身振りを交え、返答が選択肢で表示される場面もある。選択肢の中での一人称は「僕」となっている。
このリンクは、Wii版の『トワイライトプリンセス』のリンクと同様に右利きである。
『ゼルダ無双』では『スカイウォードソード』のリンクのコスチュームデザインに変更できる。
『マリオカート8』『マリオカート8 デラックス』に登場するリンクは『スカイウォードソード』の時のデザイン・声優を踏襲しているが、本編とは異なり左利きである。
神々のトライフォース2のリンク
- 登場作品：『ゼルダの伝説 神々のトライフォース2』(2013, 3DS)、『ゼルダの伝説 トライフォース3銃士』(2015, 3DS)
- 声：斎賀みつき、瀧本富士子（トライフォース3銃士）、松本さち（トライフォース3銃士）、小平有希（トライフォース3銃士）
- 楽器：ベル（神々のトライフォース2）

ハイラル王国で暮らす鍛冶屋見習いの少年。鍛冶屋の作業着である緑色の服を着用している。寝起きが悪く、よく寝坊しては親方に叱られている。ハイラル城の兵士長が忘れていった剣を届けに向かうさなかに、不穏な動きを見せるロウラル王国の司祭ユガと遭遇、その後、トライフォースを巡り二つの世界を冒険することになる。
この出来事から数年後の『トライフォース3銃士』では、旅の途中で訪れたドレース王国で全身タイツが脱げなくなる呪いをかけられたフリル姫を元に戻すため魔境に赴く。魔境の攻略は3人1組で行われ、その際、服と髪の色が緑・赤・青のいずれかになる。この作品ではデフォルト名は存在せず「勇者候補」と呼ばれる。また、トゥーンリンクのデザインとなっている。
ゼルダ無双のリンク
- 登場作品：『ゼルダ無双』『ゼルダ無双 ハイラルオールスターズ』『ゼルダ無双 ハイラルオールスターズ DX』(2014, Wii U、2016, 3DS、2018, Switch)
- 声：梶裕貴
- 楽器：オカリナ（ゼルダ無双 ハイラルオールスターズ、ゼルダ無双 ハイラルオールスターズ DX）
- ナビゲーター：プロクシィ

ハイラル王国軍の訓練兵の青年。訓練の最中突如ハイラル城に来襲した謎の魔物軍団との戦いで目覚ましい活躍を見せたことで、王国の親衛隊隊長インパから認められ、伝説の勇者が着ていたといわれる緑の服一式を託される。その後、ハイラル軍を率いて王国の侵略を目論む者たちと戦うことになる。
従来のシリーズ同様、リンクの台詞は一切ないため、パートナーである妖精プロクシィがリンクの心情を代弁する（子供リンクも同様）。武器は片手剣（マスターソード）、ロッド、グローブ、大妖精、エポナ、スピナー。これまでのシリーズに登場する弓、バクダン、ブーメラン、フックショットも旅の道中で手に入る。
この作品におけるリンクのトレードマークはハイラルの国章が刻まれた青いマフラー。緑の服と共にインパから手渡される。
ブレス オブ ザ ワイルドのリンク(息吹の勇者)
- 登場作品：『ゼルダの伝説 ブレス オブ ザ ワイルド』(2017, Wii U・Switch)、『マリオカート8 デラックス』(2017, Switch)、『大乱闘スマッシュブラザーズ SPECIAL』(2018, Switch)、『ゼルダ無双 厄災の黙示録』(2020, Switch)、『ゼルダの伝説 ティアーズ オブ ザ キングダム』（2023年, Switch）
- 声：高梨謙吾、大原崇（マリオカート8 デラックス)

ハイラル王国に仕える青年。騎士の家系に生まれ、歴代最年少で近衛騎士となる。ハイラルに破滅をもたらす存在「厄災ガノン」復活に伴う戦いの中で瀕死の重傷を負ったため、治癒効果のある遺跡「回生の祠」へ搬送され、そこで100年の眠りにつく。再び目覚めた時には以前の記憶が全て失われていたが、どこからか聞こえる謎の女性の声に導かれ、広大な大地へと踏み出す。
本作のリンクは従来作品と同様に無口な性格である。これについて作中のゼルダの日録では、「何かと他人に注目される彼は 常に模範足れと意識し やがて感情を表に出せなくなった」と綴られている。
100年前を舞台とした『厄災の黙示録』では、魔物を撃退した実力をハイラル王に認められゼルダの近衛騎士となる。その後、マスターソードを引き抜いたことで勇者として認められる。厄災ガノン復活後はゼルダらと協力し、厄災ガノンを封印するため立ち向かうことになる。
『ブレス オブ ザ ワイルド』の続編である『ティアーズ オブ ザ キングダム』では、ゼルダとともに訪れたハイラル城の地下でミイラ化したガノンドロフから襲撃を受けて右腕を負傷するが、その後、かつて存在したゾナウ族のラウルの思念体から右腕を移されて特殊能力の数々を扱えるようになり、ガノンドロフの襲撃以降行方がわからないゼルダを捜すため再び冒険に出る。

## 主なアイテム
剣
基本となる武器。大抵の敵に直接的なダメージを与える。多くの作品において、新たな剣を入手したり、イベントにより強化されてパワーアップする。
2D作品では体力が満タン・Lv2以上の剣を所持などの条件で剣を振ると、剣先からビームを出して遠距離攻撃ができる。3D作品では『ムジュラの仮面』の鬼神リンクの攻撃、『スカイウォードソード』の「スカイウォード」を溜めて放つビーム、『ブレス オブ ザ ワイルド』のマスターソードによる攻撃などで用いられる。
『神々のトライフォース』以降の作品では、剣ボタンを長押しして力を溜めた後放すことにより威力の大きい「回転斬り」を放つことができ、リンクの代表的な技になっている。
マスターソード

ハイラル王国に古くから伝わる片手持ちの両刃剣。「退魔の剣」とも呼ばれる。多くの作品で物語の中核を成す。広げた翼のようなデザインの青い鍔とその中央に輝く菱形の飾り、剣身の根元に描かれたトライフォースが特徴。台座に突き立てられた状態で安置されていることが多い。
後述のように、リンクがゼルダシリーズ以外の作品に出演した際の武器として、またゼルダシリーズとコラボレーションした作品の中のアイテムとしても登場する。
フォーソード
『4つの剣』『4つの剣+』『ふしぎのぼうし』に登場する剣。手にした者の体を4つに分裂させる。魔神グフーの封印にも用いられている。『ふしぎのぼうし』では、「ピッコルの剣」に大地、炎、しずく、風の4つのエレメントを宿すことで本来の力が蘇る。

弓矢
矢を射り遠距離攻撃ができる武器。手の届かない場所にあるスイッチを作動させるなど謎解きにも使われる。
『神々のトライフォース』では不思議の泉によるパワーアップで「銀の矢」に変化。ラストボス戦で重要な役割を持つ。
『時のオカリナ』などでは「炎の矢・氷の矢・光の矢」が登場。魔法力を消費してそれぞれの効果を発揮する。光の矢は他の2つよりも魔法力の消費量が多い。
『風のタクト』などでは、ラストボス戦でゼルダが光の矢を用いて応戦する。この設定を元に、『大乱闘スマッシュブラザーズX』と『for』のゼルダとシーク（ゼルダが変身した姿）は「最後の切りふだ」として光の矢を使う。
『トワイライトプリンセス』では、爆弾と同時使用することで矢じりが爆弾の「爆弾矢」となり、ツララなどを破壊できる。
パチンコ
弾を飛ばして敵に長距離攻撃ができる。弓矢とほぼ同じ効果だが、『トワイライトプリンセス』では弾の落下が矢に比べて速く、矢で倒せる一部の敵が倒せない。
『ふしぎの木の実 大地の章』では5種類の「ふしぎの木の実」を弾として発射でき、木の実の種類によって様々な追加効果が得られる。
ブーメラン
前方に投げた後、手元に戻ってくる。遠くの敵を攻撃したり、遠くのアイテムを巻き込んで取ってくることができる。武器ではあるが、敵に当ててダメージを与えられることは少なく、多くの場合動きを止めるのみである。
『夢幻の砂時計』と『大地の汽笛』では、タッチパネルに軌道を描くとその通りに飛ぶ。
マジカルブーメラン
『初代』や『神々のトライフォース』などに登場。通常のブーメランよりも遠くまで届く。『ふしぎの木の実 大地の章』と『ふしぎのぼうし』では飛ばした後に一定時間軌道を操作できる。
疾風のブーメラン
『トワイライトプリンセス』に登場。風の精霊が宿っており、ブーメランの周囲に竜巻が発生する。これにより、竜巻で敵の目を回したり、風の力で仕掛けを作動させたりできる。
『大乱闘スマッシュブラザーズX』と『for』ではリンクの武器の1つとして用いられている。

爆弾
壁や岩を壊し道を開く時などに使われる。
爆風がリンクに当たった際、『初代』『夢をみる島』などはダメージを受けないが、その他の作品では、ハート半分程ダメージを受ける。
ビーモスやドドンゴなどの敵のように、倒すのに必須、または有効となることが少なくない。
「大バクダン」「リモコンバクダン」「水中爆弾」「ポケット爆弾虫」「バクレツのお面」など、シリーズごとに様々な爆弾アイテムが登場する。
『スカイウォードソード』では爆弾を転がすことができる。
『ブレス オブ ザ ワイルド』では球体の爆弾と立方体の爆弾がある。これらは軽いため風の影響を大きく受ける。
ボムチュウ
『時のオカリナ』などに登場するネズミ型の自走式爆弾。進路上に壁があっても上って進み続ける。障害物にぶつかると爆発する。
『ムジュラの仮面』には、このボムチュウと類似した「本物のボムチュウ」という敵が登場する。
『ゼルダ無双』には巨大なボムチュウが登場し、拠点や障害物を破壊する。
フックショット / クローショット / アームショット / いれかえフック
鎖で結ばれたフックを発射して対象物に打ち込むアイテム。「いれかえフック」を除き、鎖の縮みによってその場所まで移動したりアイテムを引き寄せたりできる。
敵に当てると多くの場合は動きを止めるのみだが、引き寄せたり一撃で倒せることもある。『時のオカリナ』では水中での唯一の攻撃手段となる。
上位版として、「フックショット」よりも鎖が長い「ロングフック」（『時のオカリナ』）、「クローショット」を両手に持つ「ダブルクローショット」（『トワイライトプリンセス』）がある。
『ふしぎの木の実 時空の章』の「いれかえフック」はリンクと対象物の位置が入れ替わる。
『トライフォース3銃士』の「アームショット」は仲間に向けても発射できる。
ハンマー
杭を潰す、錆び付いたスイッチを叩いて作動させる、硬いものを破壊するなど、パワフルな効果を発揮するアイテム。武器としても使用でき、高い攻撃力を誇るが、剣などと比べて攻撃速度が遅い。3D作品では、回転斬りと同じようにスティックを回しながらボタンを押すことで横方向の振りも可能。
『リンクの冒険』の「ハンマー」はフィールド上で岩の破壊や木の伐採を行うことができる。
『神々のトライフォース』『4つの剣+』では「マジックハンマー」として登場。『神々のトライフォース』では「M、Cハンマー」と略記される。
『時のオカリナ』では「メガトンハンマー」として登場。地面を叩いて揺らし、周囲の敵を転ばせることもできる。両手持ちでないと扱えない。
『風のタクト』では単に「ハンマー」という名称で登場。ドクロを基にしたような個性的なデザインで、大きさはリンクの身体と同じくらいある。
『トワイライトプリンセス』ではこれまでと大きく変わり、鎖付きの巨大な鉄球である「チェーンハンマー」として登場。振り回して投げつけ、通常では壊せない様々な物を破壊できる。抱えた状態だと正面からの一部の攻撃を盾代わりに防ぐことができるが、非常に重く、歩く速度がかなり遅くなる。
『夢幻の砂時計』の「ハンマー」はリンクと共に冒険する妖精シエラが宙に浮かんだ状態で持ち、離れた場所で使用できる。
『神々のトライフォース2』と『トライフォース3銃士』の「ハンマー」は、叩いた際の衝撃波で周辺の敵の動きを止めることができる。
パワーブレスレット / パワーリスト / パワフルブレスレット
「パワーブレスレット」は『初代』『夢をみる島』『ふしぎの木の実』に、「パワーリスト」は『風のタクト』『ふしぎのぼうし』に、「パワフルブレスレット」は『夢をみる島』『4つの剣+』に登場する腕輪。身に着けるとフィールド上の岩などをどかすことができる。上位版として『ふしぎの木の実』では「パワフルグローブ」が手に入る。
パワーグラブ / 銀のグローブ / パワーグローブ
「パワーグラブ」は『神々のトライフォース』、「銀のグローブ」は『時のオカリナ』、「パワーグローブ」は『神々のトライフォース2』で登場するグローブ。壺や岩などそれまでのリンクでは持ち上げられなかった重い物を持ち上げられるようになる。上位版として、『神々のトライフォース』では「パワフルグラブ」、『時のオカリナ』では「金のグローブ」、『神々のトライフォース2』では「パワフルグローブ」が手に入る。
マグネグローブ
『ふしぎの木の実 大地の章』と『4つの剣』に登場する磁力を帯びた手袋。N極とS極の切り替えにより、鉄製のものを引き寄せたり遠くに飛ばしたりできる。
モグラグローブ / ほりほりグローブ
前者は『ふしぎのぼうし』、後者は『スカイウォードソード』に登場するグローブ。手にはめて地面などを掘ることができる。「ほりほりグローブ」の上位版に「モグマグローブ」がある。
ヘビィブーツ / アイアンブーツ
履くことで体が重くなるブーツ。水底を歩いたり重みを利用して仕掛けを作動させたりできる。『トワイライトプリンセス』の「アイアンブーツ」は磁力に引きつけられるギミックが追加された。
ホバーブーツ
少しの間空中を歩けるようになるブーツ。普通に歩く際には滑りやすくなる。体を軽くする効果もあり、重さに反応する床を無視したり、風に乗ってで対岸まで渡る時にも使う。
ペガサスの靴
2D作品に登場するアイテムで、履くと高速でダッシュでき、体当たりすることで敵を攻撃したり物を壊したり衝撃を与えたりできる。ロック鳥の羽根などと組み合わせて大ジャンプすることも可能。
『トライフォース3銃士』ではこのアイテムがなくても標準でダッシュできるようになった。
ロック鳥の羽根 / 羽マント
2D作品に登場するアイテムで、装備するとジャンプできるようになり、穴を飛び越えることができる。羽マントはジャンプ後に数秒間滑空できる。
デクの葉 / パラショール / パラセール
「デクの葉」は『風のタクト』、「パラショール」は『スカイウォードソード』、「パラセール」は『ブレス オブ ザ ワイルド』で登場。両端または持ち手を持って掲げることで滑空でき、上昇気流に乗ると浮上する。デクの葉はそのほか、地上で風を起こして敵や物を吹き飛ばすこともできる。
『ムジュラの仮面』でリンクが変身する姿の一つ「デクナッツリンク」も同様の滑空能力を持つ。
ロッド
振ることで様々な効果をもたらす杖。一部作品では使用時に魔力（『神々のトライフォース2』と『トライフォース3銃士』では「がんばりゲージ」）を消費する。
マジックロッド / ファイヤロッド / アイスロッド / サンドロッド / トルネードロッド / ウォーターロッド
火、冷気、砂、竜巻、水を発生させて敵を攻撃したり謎解きに用いたりする。
バイラの杖
『神々のトライフォース』で登場。周囲にバリアを張ることができる。
ソマリアの杖
『神々のトライフォース』と『ふしぎの木の実 時空の章』で登場。ブロックを作り出す。主に謎解きに用いる。
四季のロッド
『ふしぎの木の実 大地の章』で登場。季節を変える力を持つ。場所によっては地形を大きく変えることができる。
パッチの杖
『ふしぎのぼうし』で登場。杖の先から光弾を放ち、光弾が当たったものをひっくり返すことができる。
コピーロッド
『トワイライトプリンセス』で登場。石像などを操ることができる。
マジックアイテム
魔力を消費する事で画面全体攻撃やワープポイントの設置、無敵化などができるアイテム。
『神々のトライフォース』に登場するアイテム
マジックマント
姿を消し、魔力が尽きるまで全ての攻撃を無効化できる。
エーテル
画面内の全ての敵を凍らせる。
シェイク
大地震を起こして敵にダメージを与える。
ボンバー
画面内の敵を火柱で攻撃する。
『時のオカリナ』に登場するアイテム
ディンの炎
リンクの周囲に炎のドームを張って攻撃する。
ネールの愛
約1分間バリアを張って一切のダメージを防ぐ。
フロルの風
ワープポイントを設置し、もう一度使用することでその場所にワープする。ダンジョン内専用アイテム。
『リンクの冒険』ではアイテムとしてではないが8つの魔法が存在し、防御力やジャンプ力の上昇、画面内の敵にダメージを与えるなどの効果を発揮する。
盾
敵の攻撃を防ぐ防具。上位の物は多くの種類の攻撃を防げる。
2D作品では正面方向からの矢や弾の攻撃を防ぐ。3D作品では敵の直接攻撃や飛び道具を防ぐことができ、作品によっては攻撃に転用できる。
木製の盾は、炎系の攻撃を受けると燃えて無くなる。
盾を好物にしている敵「ライクライク」に捕まると、食べられて消滅する。
『スカイウォードソード』と『ブレス オブ ザ ワイルド』の盾には耐久力が設定されており、敵の攻撃を受け続けると壊れる。
ハイリアの盾
トライフォースの紋章をあしらった盾。一部作品では最強の盾として扱われている。公式イラストやゼルダシリーズ以外の出演作品などでは、マスターソードと共にリンクの標準装備とされることが多い。
ミラーシールド
『時のオカリナ』などに登場する盾。様々な攻撃を防いだり反射したりするだけでなく、謎解きにも用いられる。

服
初期装備の服と比べ、防御力の上昇や特定の環境での耐性が身に付く。服を変えるわけではないが、『初代』と『リンクの冒険』、『ふしぎのぼうし』ではアイテムや魔法の効果によって防御力が上昇すると、服の色が変わる。
『神々のトライフォース』より服が変わるようになり、服の色によって防御力が変化する（青い服は通常時の2倍、赤い服は青い服の2倍＝通常時の4倍）。
『時のオカリナ』では「ゴロンの服」は耐火服、「ゾーラの服」は潜水服といった特有の性能を持つ。
『夢をみる島DX』では赤い服で攻撃力2倍、青い服で被ダメージ1/2となる。
『風のタクト』と『夢幻の砂時計』では「正直者にしか見えない服」が登場。目には見えず、着用しても特殊効果は何もないが、一部の登場人物が通常とは異なる反応を示す。
『トワイライトプリンセス』では「ゾーラの服」（潜水できるようになるが、炎や氷の攻撃には弱くなる）、「マジックアーマー」（ルピー（お金）を消費する事で敵の攻撃を無効化できる）の二種が登場する。
『トライフォース3銃士』では36種類の服があり、装備すると様々な能力が身につく。
鱗 / ヒレ
手に入れる事で水中、水上での行動範囲が広がるアイテム。ゾーラ族と関わりがある事が多い。
ビン
回復薬や妖精など様々な物を入れることができるビン。作品によって入手できる総数が異なる。大きさ的に一見入らないように思える物でも入ることがある。
振ることで一部の敵が放つエネルギー弾を跳ね返すこともできる。
楽器
音楽を奏でることで様々なことが起こる。
『初代』の「笛」は、吹くと各地の迷宮の入り口まで移動できる他、特定の敵を倒す際にも用いられる。この音色は『スーパーマリオブラザーズ3』の笛の音色としても使われており、『時のオカリナ』のタイトル曲の中では同じ音色が使用されている。
『夢をみる島』では各地に眠る8つの楽器が島の秘密を解くための鍵となる。
『時のオカリナ』と『ムジュラの仮面』の「時のオカリナ」は、時を操る、ワープする、といった用途の他、様々な謎解きにも用いられる。また、それとは関係なく好きな時に好きなように演奏できる。
『ふしぎの木の実　時空の章』の「時の竪琴」はメロディを奏でることで「今」と「昔」の世界を行き来できる。
『大地の汽笛』の「大地の笛」はニンテンドーDS本体のマイクに息を吹きかけることで演奏し、様々な効果を発揮する。
望遠鏡 / ホークアイ
3D作品特有のアイテムで、遠景を拡大して見ることができる。『トワイライトプリンセス』の「ホークアイ」は弓矢との併用も可能で、取り付けると狙撃銃のようになる。
『ブレス オブ ザ ワイルド』では、リンクが所持するアイテム「シーカーストーン」の機能の一つになっている。
写し絵の箱
『ムジュラの仮面』と『風のタクト』に登場するアイテムで、「写し絵」（写真）を撮ることができる。『ムジュラの仮面』では1枚、『風のタクト』では3枚、『風のタクトHD』では12枚まで写し絵を保存できる。
『ムジュラの仮面』ではモノクロ撮影のみ。『風のタクト』では最初はモノクロ撮影のみで条件を満たすとカラー撮影できる「写し絵の箱DX」が手に入る。『ムジュラの仮面3D』ではカラー撮影できる。
『ブレス オブ ザ ワイルド』では、リンクが所持するアイテム「シーカーストーン」の機能の一つになっている。
お面 / 仮面
『時のオカリナ』と『ムジュラの仮面』で登場。被ると一部のキャラクターとの会話に変化がある。
『ムジュラの仮面』では物語の中核を成す重要アイテムであり、全部で24種類ある。被ることで様々な効果を発揮するが、このうち、「デクナッツの仮面」「ゴロンの仮面」「ゾーラの仮面」を被るとそれぞれの種族に変身し独自のアクションを行えるようになる。また、特別なイベントをこなすと入手できる「鬼神の仮面」を被ると、白い服に鎧を纏った大人リンクのような姿の「鬼神リンク」に変身する（ボイスも『時のオカリナ』の大人リンクのものになる）。大きな両手剣を用い、ラストボスを瞬殺できるほどの圧倒的な戦闘能力を持つ。なお、リンクが変身するものは「仮面」で、ただ被るだけのものは「お面」である。

## ゼルダの伝説シリーズ以外の出演作品
リンク本人の登場ではない（彼に関するアイテムのみ登場する）場合も含む。

### 任天堂作品
大乱闘スマッシュブラザーズシリーズ
青年リンクが基本キャラクターとしてシリーズ全作品に登場。リンクの姿は『初代』と『DX』では『時のオカリナ』のデザイン、『X』と『for』では『トワイライトプリンセス』のデザインをベースにしているものの、歴代シリーズの特徴を反映してジャンプやスピードがやや重いキャラクターとして調整されている。『リンクの冒険』で多用されていた下突きが強く調整されていたり、『DX』から何もしていない時の盾に飛び道具を防ぐ判定がついたのも原作を反映しての事である。
また、『DX』以降は少年リンクも登場している。『DX』では「こどもリンク」、『X』と『for』では「トゥーンリンク」という独自の名称となっており、前者は『時のオカリナ』の子供リンク、後者は『風のタクト』のリンクのデザインに準拠している。少年リンクは青年リンクとの差別化で攻撃力が劣る反面、足が速い性能となっている。トゥーンリンクの「トゥーン」(toon)は、漫画映画・動画を意味する「カートゥーン（cartoon）」の略で、『スマブラ』シリーズのディレクター桜井政博が、ゼルダシリーズの担当である青沼英二と相談して決めたものである。
『SP』では『ブレス オブ ザ ワイルド』のデザインとなり、ワザも『ブレス オブ ザ ワイルド』のものが新規で採用されている。また、こどもリンクとトゥーンリンクがそれぞれ別個のキャラクターとして登場する。
F1レース
GB版にゲスト出演。プレイヤーの応援で登場する。
星のカービィシリーズ
主人公のカービィが「ソード」のコピー能力（剣を使う能力）を取得する際に、緑色のとんがり帽子をかぶった姿に変化する。この状態の時に用いる様々な技も、リンクの剣技と類似している。
スーパードンキーコング
スーパードンキーコング2 / ドンキーコングランド
ゲーム中に登場する「DKコイン」というアイテムを集めた数をプレイヤーが発表する際、表彰台に乗っている（『スーパードンキーコング2』では初期状態3位、『ドンキーコングランド』では初期状態2位）。
スーパードンキーコング3
雑貨店を営んでいるクマのバザーの口から「リンク」の名前や「ベアーコインの代わりにルピーで手を打ってやった」という発言がある。
マリオシリーズ
スーパーマリオRPG
ゲスト出演。ローズタウンの宿屋に泊まると現れ、話しかけると『ゼルダの伝説』シリーズの謎解き音が流れる小ネタが用意されている。
マリオカート8 / マリオカート8 デラックス
DLC「ゼルダの伝説パック」の購入後にリンクがプレイヤーキャラクターとして追加される（『デラックス』では初めから選択可能）。容姿は『スカイウォードソード』のデザインをベースにしている。またこれとは別に、『デラックス』では発売後の更新データ配信により『ブレス オブ ザ ワイルド』のリンクが追加された。
スーパーマリオメーカー
このゲームでは、主人公のマリオの姿をドット絵風の様々なキャラクターに変えられる「キャラマリオ」というものがある。このうち、リンク関連のキャラマリオは、「リンク」（初代）、「トゥーンリンク」（『風のタクト』）、「トーテムリンク」（『トライフォース3銃士』）、「ウルフリンク」（『トワイライトプリンセス』）が登場し、効果音も原作にちなんだものに変わる。
スーパーマリオメーカー2
2019年12月5日配信のVer.2.0.0より追加されたアイテム・マスターソードを取得するとマリオが初代『ゼルダの伝説』のリンク風の姿に変身し、剣・弓による攻撃や盾による防御などが可能になる。
どうぶつの森シリーズ
『e+』では「カードe+」で追加できる服のデザインの中に『風のタクト』のリンク風の「ゆうしゃのふく」があり、『街へいこうよ』以降のシリーズでは『トワイライトプリンセス』のリンク風の「ゆうしゃのふく」「ゆうしゃのぼうし」「ゆうしゃのブーツ」（『とびだせ』以降）が登場する。また、「マスターソード」が家具として登場している。『amiibo+』では『トワイライトプリンセス』の「ウルフリンク」を模したキャラクターが村にやって来るほか、『ブレス オブ ザ ワイルド』のリンク風のかつらや服装も登場する。
メイド イン ワリオシリーズ
ゼルダの伝説シリーズをモチーフにしたプチゲーム（ミニゲーム）の中でリンクが登場する。
メイド イン ワリオ / あつまれ!!メイド イン ワリオ
初代『ゼルダの伝説』のリンクを操作して洞窟に入らせるゲームを収録。
まわるメイドインワリオ
初代『ゼルダの伝説』のリンクを取り囲む敵「オクタロック」たちからの攻撃を盾で防ぐゲームを収録。
さわるメイドインワリオ
『リンクの冒険』のリンクが空中を飛ぶ妖精を捕まえるゲームを収録。
おどる メイド イン ワリオ
初代『ゼルダの伝説』のリンクなどがタクトを振るゲーム、『時のオカリナ』のリンクが台座からマスターソードを引き抜くゲーム、デクの葉を持って滑空する『風のタクト』のリンクを着地させるゲームを収録。
メイド イン ワリオ ゴージャス
上記の初代リンクを洞窟に入れるゲーム、『時のオカリナ』のリンクがマスターソードを引き抜くゲーム、『風のタクト』のリンクを着地させるゲームの再録（一部アレンジあり）に加え、『夢幻の砂時計』のリンクが投げるブーメランを仕掛けのクリスタルにあてるゲームを収録。
おすそわける メイド イン ワリオ
『ブレス オブ ザ ワイルド』で、アイテム「ビタロック」で動きを止めた物体にエネルギーを溜めて吹き飛ばすゲームを収録。リンクは画面右端に立っている。
超おどる メイド イン ワリオ
『時のオカリナ3D』のコッコ（ニワトリ）を操作してリンクから逃げるゲームを収録。
キャプテン★レインボー
登場人物のトレイシーの家に「都会では超有名なヒーロー」の写真としてマリオとともに顔写真が飾られている。なお、このトレイシーは『夢をみる島』のキャラクターである。
すれちがいMii広場
Miiのコスチュームとして「リンクのぼうし」と「リンクの服セット」が登場。
ベヨネッタ （Wii U版）
主人公のベヨネッタの装備をリンク風のものに変更できる。

### 他社の作品
ソウルキャリバーII（ナムコ）
GC版のみにゲスト出演している。この作品でのリンクは、時空を超えてハイラルに紛れ込み事件を起こしたソウルエッジの根源を断つために旅立ったという独自の設定を持っているが、デザインは『時のオカリナ』をベースとしており、キャラクターボイスも『時のオカリナ』の大人リンクと同じく檜山修之が担当している。リンクの深い性格付けはされておらず、プロフィール欄でも身長、体重、血液型などは省略されている。また、本編と同様に台詞は喋らず、掛け声のみである。
比較的スタンダードな能力を持ち、複雑なコマンドを要する技も少ない。一方、他のキャラクターと比べるとやや小柄で、武器の性質上リーチが短めである（大幅にリーチが伸びる装備武器もある）。また、原作を反映し、特殊構え技として弓矢、爆弾、ブーメランを使用できる他、回転切りも技の中に含まれている。使用武器も歴代シリーズに登場したアイテムを忠実に再現している。
「ソウルキャリバーの登場人物#リンク」も参照。
ファンタシースターシリーズ
ファンタシースターZERO（セガ）
特典アイテムとして、ハイリアの盾を模した「ハイリアシールド」が登場。攻撃できる盾「大盾」に分類される。
ファンタシースターオンライン2 クラウド（セガゲームス）
操作キャラクターの髪形と服装を『ブレス オブ ザ ワイルド』のリンクのように変更できるほか、手持ちの武器をマスターソードのデザインにする要素（武器迷彩）や、ハイリアの盾をアクセサリーとして身につける要素がある。
真・三國無双 VS（コーエーテクモゲームス）
コラボレーションアイテムとして「リンクの服」が登場する。デザインは『スカイウォードソード』のもの。
モンスターハンター4 / モンスターハンター4G / モンスターハンタークロス / モンスターハンターダブルクロス（カプコン）
特定のダウンロードクエストをクリアすると、リンクの装備品を模した武器や防具を生産できる。
モンスターハンター ストーリーズ（カプコン）
配信アイテムとして、「勇者の剣」（マスターソードとハイリアの盾のセット）と「勇者の服」が登場する。
ソニック ロストワールド（セガ）
Wii U版の追加ステージ「ゼルダの伝説ZONE」で登場。主人公のソニック・ザ・ヘッジホッグがリンクの衣装を着用する。デクナッツやスタルヘビーといった敵キャラクターも出演し、『スカイウォードソード』の時のリンクとロフトバードが登場する。
The Elder Scrolls V: Skyrim（ベセスダ・ソフトワークス）
Nintendo Switch版で、主人公が身につける装備として、マスターソード、ハイリアの盾、英傑の服（『ブレス オブ ザ ワイルド』のリンクの服）が登場する。
Travis Strikes Again: No More Heroes（グラスホッパー・マニファクチュア）
主人公のトラヴィス・タッチダウンが身につけるTシャツの柄の一種として、『ムジュラの仮面』『ムジュラの仮面 3D』のリンクのイラストが用いられている。

## リンク関連のamiibo
対応ソフトと対応内容についてはamiiboの公式ホームページや各対応ソフトのホームページを参照。
- リンク - 大乱闘スマッシュブラザーズシリーズ - 2014年12月6日発売
- トゥーンリンク - 大乱闘スマッシュブラザーズシリーズ - 2015年1月22日発売
- ウルフリンク【トワイライトプリンセス】 - ゼルダの伝説シリーズ - 2016年3月10日発売
- リンク【ゼルダの伝説】 - ゼルダの伝説シリーズ - 2016年12月1日発売
- リンク【時のオカリナ】 - ゼルダの伝説シリーズ - 2016年12月1日発売
- トゥーンリンク【風のタクト】 - ゼルダの伝説シリーズ - 2016年12月1日発売
- リンク（弓） 【ブレス オブ ザ ワイルド】 - ゼルダの伝説シリーズ - 2017年3月3日発売
- リンク（騎乗） 【ブレス オブ ザ ワイルド】 - ゼルダの伝説シリーズ - 2017年3月3日発売
- リンク【スカイウォードソード】 - ゼルダの伝説シリーズ - 2017年6月22日発売
- リンク【トワイライトプリンセス】 - ゼルダの伝説シリーズ - 2017年6月22日発売
- リンク【ムジュラの仮面】 - ゼルダの伝説シリーズ - 2017年6月22日発売
- こどもリンク - 大乱闘スマッシュブラザーズシリーズ - 2019年4月12日発売
- リンク【夢をみる島】 - ゼルダの伝説シリーズ - 2019年9月20日発売

## 演じた人物

### ゲーム
瀧本富士子
- 『時のオカリナ』『時のオカリナ3D』（少年時代）
- 『ムジュラの仮面』『ムジュラの仮面3D』
- 『大乱闘スマッシュブラザーズDX』『大乱闘スマッシュブラザーズ SPECIAL』（こどもリンク）
- 『ゼルダ無双』シリーズ（子供リンク）
- 『神々のトライフォース&4つの剣』
- 『ふしぎのぼうし』
- 『トライフォース3銃士』

檜山修之
- 『時のオカリナ』『時のオカリナ3D』（青年時代）
- 『ムジュラの仮面』（鬼神リンク）
- 『ゼルダ無双』シリーズ（鬼神リンク）
- 『ニンテンドウオールスター!大乱闘スマッシュブラザーズ』『大乱闘スマッシュブラザーズDX』（リンク）
- 『ソウルキャリバーII』

松本さち
- 『風のタクト』『風のタクトHD』
- 『4つの剣+』
- 『夢幻の砂時計』
- 『大乱闘スマッシュブラザーズX』『大乱闘スマッシュブラザーズ for Nintendo 3DS / Wii U』『大乱闘スマッシュブラザーズ SPECIAL』（トゥーンリンク）
- 『ゼルダ無双』シリーズ（トゥーンリンク）
- 『トライフォース3銃士』

笹沼晃
- 『トワイライトプリンセス』
- 『リンクのボウガントレーニング』
- 『大乱闘スマッシュブラザーズX』『大乱闘スマッシュブラザーズ for Nintendo 3DS / Wii U』（リンク）

小平有希
- 『大地の汽笛』
- 『トライフォース3銃士』

大原崇
- 『スカイウォードソード』
- 『マリオカート8』『マリオカート8 デラックス』

斎賀みつき
- 『神々のトライフォース2』
- 『トライフォース3銃士』
- 『夢をみる島（Switch）』
- 『知恵のかりもの』

梶裕貴
- 『ゼルダ無双』シリーズ

高梨謙吾
- 『ブレス オブ ザ ワイルド』
- 『大乱闘スマッシュブラザーズ SPECIAL』（リンク）
- 『ゼルダ無双 厄災の黙示録』
- 『ティアーズ オブ ザ キングダム』

ケイトリン・ベアストウ
- 『ケイデンス・オブ・ハイラル: クリプト・オブ・ネクロダンサー feat. ゼルダの伝説』

ジェフリー・ラス
- 『Link: The Faces of EvilとZelda: The Wand of Gamelon』

### 映画
- ベンジャミン・エヴァン・エインズワース - 実写映画[29]

### その他
- 太田淑子 - ニューファミコン・CM
- 緑川光 - ゼルダの伝説 Sound&Drama
- ジョナサン・ポッツ - テレビアニメ『The Legend of Zelda』、テレビアニメ『Captain N』